# دلا، آنگولا
دلا (به انگلیسی: Dala) شهری در استان لوندای جنوبی واقع در کشور آنگولا است که در سال ۲۰۰۹ میلادی ۴٬۱۶۸ نفر جمعیت داشته است.